# Netumbo Nandi-Ndaitwah
Netumbo Nandi-Ndaitwah, née le 29 octobre 1952 dans la région d'Oshana, est une femme d'État namibienne, vice-présidente de la république de Namibie du 4 février 2024 au 21 mars 2025 et présidente de la république de Namibie depuis le 21 mars 2025, première femme élue à cette fonction.
De mars 2010 à décembre 2012, elle est ministre de l'Environnement et du Tourisme, puis ministre des Affaires étrangères jusqu'en 2024. Adhérente de l'Organisation du peuple du Sud-Ouest africain (SWAPO), parti au pouvoir en Namibie, elle est également membre de longue date à l'Assemblée nationale namibienne.
Vice-Première ministre en mars 2015, elle est nommée vice-présidente de la République le 4 février 2024, succédant à Nangolo Mbumba, devenu président après le décès du président Hage Geingob. Elle est la première femme à exercer cette fonction.
Désignée candidate du SWAPO en mars 2023 pour l'élection présidentielle de 2024, elle l'emporte.

## Biographie

### Formation et militantisme politique
Netumbo Nandi-Ndaitwah est née le 29 octobre 1952 à Onamutai, dans la région d'Oshana du Sud-Ouest africain. Elle est la fille d'un prêtre anglican.  
Elle fait ses études à la mission anglicane de Sainte-Marie d'Odibo, puis elle obtient une maîtrise en études diplomatiques de l'université de Keele au Royaume-Uni en 1989. Elle est également titulaire d'un diplôme d'études supérieures en relations internationales (université de Keele), un diplôme post-universitaire, d'administration et gestion publique de l'université calédonienne de Glasgow, en 1987.
Netumbo Nandi-Ndaitwah rejoint la SWAPO, en 1966, part en exil, avec les membres de ce parti, en Zambie et y travaille, de 1974 à 1975, au siège à Lusaka. Elle est diplômée en travail et pratique du mouvement de la jeunesse communiste, à l'école supérieure du Komsomol (URSS, en 1976).

### Carrière politique avant l'indépendance
De 1976 à 1978, Netumbo Nandi-Ndaitwah est la représentante adjointe de la SWAPO en Zambie puis la représentante en chef en Zambie, de 1978 à 1980. De 1980 à 1986, elle est la représentante en chef de la SWAPO pour l'Afrique de l'Est, basée à Dar es Salaam. Elle est membre du comité central de la SWAPO de 1976 à 1986 puis présidente de l'organisation nationale des femmes en Namibie  (NANAWO) de 1991 à 1994. Elle est membre de l'Assemblée nationale de la Namibie depuis 1990.

### Membre du gouvernement
Netumbo Nandi-Ndaitwah obtient son premier poste ministériel en tant que vice-ministre des Affaires étrangères, puis directrice générale des affaires de la femme au cabinet du président de 1996 à 2000. En 2000, elle devient ministre des Affaires féminines et de l'Enfance. À ce titre, elle présente la résolution 1325 du Conseil de sécurité des Nations unies concernant le droit des femmes, la paix et la sécurité.
Membre du comité central du parti SWAPO, elle y est secrétaire à l'information et de la mobilisation. Elle est l'un des principaux porte-paroles du parti. De 2005 à 2010, elle est ministre de l'Information et de la Technologie. Elle est ensuite ministre de l'Environnement et du Tourisme, jusqu'au remaniement de décembre 2012 où elle est alors nommée ministre des Affaires étrangères.

### Vice-Première ministre et vice-présidente de la République
Sous la présidence d'Hage Geingob, Netumbo Nandi-Ndaitwah est nommée vice-Première ministre en mars 2015, tout en étant également ministre des Relations internationales et de la Coopération. Elle est la deuxième femme à accéder à ce poste, après Libertine Amathila en 2005.
Le 4 février 2024, elle est nommée vice-présidente de la République par le président Nangolo Mbumba, ancien vice-président et successeur du défunt président Geingob. Elle est la première femme à exercer cette fonction.

### Élection présidentielle de 2024
En novembre 2022, Netumbo Nandi-Ndaitwah est réélue vice-présidente de la SWAPO, ce qui fait d'elle la candidate la plus probable du parti pour l'élection présidentielle de 2024. Elle est effectivement désignée comme candidate en mars 2023.
Le 3 décembre 2024, la commission électorale déclare Netumbo Nandi-Ndaitwah gagnante de l'élection présidentielle ; elle devient ainsi la première femme élue présidente de la république de Namibie.

### Présidente de la république de Namibie
Netumbo Nandi-Ndaitwah est investie présidente de la république de Namibie le 21 mars 2025, succédant à Nangolo Mbumba et devenant la première femme à occuper cette fonction.

## Vie privée
Netumbo Nandi-Ndaitwah est mariée à Epaphras Denga Ndaitwah (en), l'ancien chef de la force de défense namibienne, et mère de trois enfants.

## Sources
- (en) Cet article est partiellement ou en totalité issu de l’article de Wikipédia en anglais intitulé « Netumbo Nandi-Ndaitwah » (voir la liste des auteurs).
- (en) Klaus Dierks, « Biographies de personnalités NAMIBIENNES », 2004 (consulté le 26 janvier 2016).